# Porr AG
För andra betydelser, se Porr (olika betydelser).
Porr AG (marknadsfört som PORR AG) är ett österrikiskt byggbolag. Det listas på Wiens aktiebörs och har sitt säte i Wien. Bolaget är ett av de största österrikiska byggbolagen, och man är aktiva inom ett antal olika byggindustrisektorer – nationellt som internationellt. Detta inkluderar infrastrukturprojekt som vägbyggen och tunnelarbeten, liksom husbyggen, miljöprojekt och fastighetsförvaltning.
Dagens bolag – Porr AG – grundades 1869 som aktiebolaget Allgemeine Österreichische Baugesellschaft (AÖB); detta innebär att man är Österrikes äldsta offentligt listade aktiebolag. Namnet Porr går tillbaka till byggnadsingenjören Arthur Porr, vars bolag Porr Betonbauunternehmung Ges.m.b.H. fusionerade med AÖB år 1927.

## Historik

### Tidiga år
År 1869 grundades Allgemeine Österreichische Baugesellschaft i Wien, och 8 april listades bolaget för första gången på Wiens aktiebörs. Bland bolagets första kontrakt gällde uppdraget att konvertera den hästdragna järnvägen mellan Linz och Budweis (dagens České Budějovice), där en tredjedel av sträckan var slutförd året därpå.
Under 1800-talet anlade man ett antal huskroppar längs med Wiens ringleder, inklusive Haus der Industrie vid Schwarzenbergplatz. Ringlederna kom till genom att staden Wiens tidigare stadsmurar och befästningar rivits och givit plats både åt kommunikationsleder och bostäder.
År 1873 byggde bolaget sju utställningspaviljonger och ett antal hotell i samband med arrangerandet av Wiens världsutställning. Fram till sekelskiftet år 1900 hade man byggt 108 byggnader i olika delar av staden.
Sammanslagningen som ledde till dagens bolag skedde 1927, då Porr Betonbauunternehmung fusionerades med AÖB och bildade Allgemeine Baugesellschaft - A. PORR Aktiengesellschaft (senare förkortat till PORR AG). Den senare fusionshalvan hade bildats 1908, av betonggjutningspionjären Arthur Porr.
1930 gjorde man pionjärinsatser under bygget av Grossglockneralpvägen. Under mellankrigstiden var bolaget inblandat i ett antal kraftverksbyggen, förutom olika väg-, järnvägs- och industrianlägganden. Tiden som del av Nazityskland var ett mörkt kapitel i bolagets historia, med tvångsavskedanden av politiskt och etniskt "misshagliga" individer. Som en följd av de statsstyrda judeförföljelserna övergick den tidigare judeägda aktiemajoriteten i andra händer, och Hannovers kungadynasti kontrollerade till slut 42,7 procent av aktierna. Man var även del av det tyska industrisystem som bidrog till anläggandet av ett utbrett nät av koncentrations- och utrotningsläger.

### Efterkrigstiden
Efter andra världskriget deltog bolaget i återuppbyggnaden av Österrikes infrastruktur. Man kontrakterades att anlägga Mariazeller Bundesstrasse genom Niederösterreich, liksom återuppbyggandet av Wiens statsopera. Därefter följde ett antal byggen av kontorsbyggnader, liksom av Ringturm (då Wiens näst högsta byggnad) 1953 till 1955. Under de följande decennierna var man återkommande entreprenör vid olika nationella byggprojekt, och på 1970-talet utvecklade bolaget en ny tunnelbyggarmetod som fick internationell spridning.
Porr etablerade flera olika dotterbolag utanför Österrike, och man blev inblandad i byggprojekt både i europeiska grannländer och i Mellanöstern. Under 1973 byggde man både Vienna International Centre och Uno City, med lokaler för Förenta nationerna.
På 1980-talet expanderade bolaget – som utvecklats till en byggkoncern med ett antal dotterbolag – sin verksamhet även till den östra halvan av Europa. År 2000 blev man majoritetsägare i Teerag-Asdag, den då största väganläggningsentreprenören i Österrike.

### Senare år
På senare år har man fokuserat sin verksamhet på Österrike, Tyskland, Schweiz, Polen och Tjeckien; även i Nordeuropa och Storbritannien har man inlett verksamhet. Tyskland är numera bolagsgruppens näst största marknad, som hemma i Österrike ibland noteras som ett av landets två största byggbolag.
Sedan 2010 har Karl-Heinz Strauss fungerat som VD, och under hans ledning har Porr AG genomfört en omfattande omstrukturering av verksamheten. År 2011 blev man ensamägare till Wiener Stadtwerke, och samma år grundades dotterbolaget Porr Bau GmbH efter en sammanslagning av olika kontrollerade enheter.
Sedan 2012 har aktiemajoriteten kontrollerats av företagsgrupperna IGO och Strauss (sju år tidigare var Bank Austria största aktieägare). Resterande aktieandelar är fördelade på en mängd mindre aktieägare inom och utom Österrikes gränser. Under 2013 byttes bolagsnamnet från Allgemeine Baugesellschaft - A. Porr AG till Porr AG, och PORR har därefter varit bolagets varumärke. Porr AG har även varit verksamt på den svenska marknaden, trots de möjliga förväxlingarna angående bolagets marknadsinriktning (jämför porr, kortform av pornografi); i svenska branschtexter omnämns man i regel som PORR.
År 2014 avknoppades fastighetsgrenen av koncernen, och Porr blev därmed helt och hållet inriktat på byggprojekt. Två år senare fusionerades dotterbolaget Teerag-Asdag in i Porr Bau. I mars 2017 offentliggjorde man köpet av den Heimans-kontrollerade Oevermann-gruppen. Porr noterades i juni 2018 för första gången på Austrian Traded Index (ATX).
Under 2020-talet är bolaget/koncernen bland annat inblandad i utvidgningen av staden Wiens tunnelbanesystem.´